# 타타우인주

타타우인주의 위치

타타우인주(영어: Tatounine Governorate, 아랍어: ولاية تطاوين)는 튀니지의 남부의 주로, 주도는 타타우인이다. 알제리 및 리비아와 국경을 접하며, 튀니지의 주 중에서 가장 넓다. 면적은 38,889km2이며, 인구는 144,000명(2004년)이다.